# Споменик деци жртвама НАТО агресије у Београду
Споменик деци жртвама НАТО агресије је споменик у Београду. Налази се на Ташмајдану, преко пута цркве Светог Марка на подручју општине Палилула.

## Подизање споменика
Споменик је подигнут 24. марта 2000. године, а симболизује у лику Милице Ракић, страдање 79 деце. На споменику се налази епитаф „Били смо само деца” на српском и енглеском језику.
Идејно решење споменика дао је вајар Остоја Балкански, а скулптура трагично настрадале Милице Ракић урађена је бесплатно у ливници „Јеремић”. Финалну обраду споменика одрадила су вајари браћа Радовић из Београда. Мермерна крила која су обгрлила скулптуру радио је Живан Јездимировић из Аранђеловца, док је епитаф „Били смо само деца” по конкурсу Вечерњих новости срочила Ана Голубовић из Костолца.
Неколико месеци након постављања, са споменика је украдена бронзана скулптура девојчице, а крајем 2015. године урађена је нова биста.